# Хэнсон, Реджинальд
Сэр Реджинальд Хэнсон, 1-й баронет (англ. Reginald Hanson, 1st Baronet; 31 мая 1840 — 18 апреля 1905, Флоренция) — британский бизнесмен и политик.

## Биография
Сын Сэмюэла Хэнсона и Мэри (Чоппин). Обучался в школе Тонбридж, школе Рагби и Тринити-колледже. Вскоре после получения образования, молодой Реджинальд присоединился к Commercial Union Assurance Company (ныне является частью Aviva), страховой компании, сооснователем которой был его отец. Спустя год был назначен в совет директоров компании, где оставался до 1882 года. Также участвовал в другом семейном бизнесе, бакалейной компании Samuel Hanson & Son Limited.
Занимал ряд гражданских постов, в частности был олдерменом Биллингсгейта и шерифом Сити (1881-82). Входил в лондонский школьный совет (с 1882 по 1885 год). В 1886 году был избран лорд-мэром Лондона. На время его нахождения в должности пришлось празднование золотого юбилея по случаю 50-летия восхождения королевы Виктории на престол. Хэнсон был пожалован королевой рыцарским званием, а позже титулом баронета.
С 1891 по 1900 год в качестве члена  Консервативной партии представлял лондонский Сити в Палате общин.
Состоял в браке с Констанс Халлетт Бингли (1847—1927). У них родилось 4 детей. Сыновья: Джеральд Стэнхоуп, 2-й баронет и Фрэнсис Стэнхоуп (рыцарь-бакалавр). Дочери: Вайолет и Мод. Американская актриса Наташа Грегсон Вагнер (р. 1970) приходится его сыну Фрэнсису правнучкой.
Реджинальд Хэнсон умер 18 апреля 1905 года. Похоронен в западной части Хайгейтского кладбища.